# 吴吉春
吴吉春（1968年—），南京大学教授，研究领域为水资源与水环境、地下水模拟等，曾出版多本专著。中华人民共和国教育部2012年度“长江学者”特聘教授，曾获得国家教育部科技进步二等奖等奖项。